# Partito Democratico (Iran)
Il Partito Democratico (in persiano: حزب مردم‌سالاری, Hezb e Mardomsālāri), è un partito politico iraniano di centro, vicino alla figura di Mohammad Khatami.